# L'Empereur, sa femme et le petit prince
Pour les articles homonymes, voir Petit Prince (homonymie).
L'Empereur, sa femme et le petit prince est une chanson traditionnelle française de la seconde moitié du XIXe siècle faisant référence à Napoléon III, à l'impératrice Eugénie et au prince impérial.
Elle est également connue avec les paroles le roi, la reine et le petit prince. C'est une chanson qu'on utilise pour enseigner les jours de la semaine aux jeunes enfants.

## Paroles
(Le texte complet est disponible sur Wikisource - lien ci-contre)
  Lundi matin,

  L'empereur, sa femme et le p'tit prince

  Sont venus chez moi pour me serrer la pince.

  Comme j'étais parti,

  Le p'tit prince a dit :

  Puisque c'est ainsi nous reviendrons mardi.

  Mardi matin, 

  etc.

Pour finir :

  Dimanche matin,

  …

  Puisque c'est ainsi nous reviendrons jamais.
D'autres variantes ont : Mais comme j'n'étais pas là, le petit prince a dit, « Puisque c'est comme ça », etc.